# Imperivm
Imperivm es una saga de 9 videojuegos basados en hechos reales, desarrollados por la empresa Haemimont Games y distribuidos por FX Interactive en España, México e Italia.
La empresa de videojuegos FX Interactive ha sacado a la venta en el 2019 una edición con gráficos mejorados del Imperivm III, bajo del nombre de Imperivm III HD.

## Videojuegos deImperivm

### Saga Real Time Conquest
En esta saga enfocada a la conquista militar, hay que proteger tu ciudad y conquistar la de tu adversario.
1. Imperivm: La Guerra de las Galias: Primer juego de la franquicia salida en 2002, en este primer juego contamos con las civilizaciones gala y romana. También hay varias aventuras, como la de Imperivm-Adventure, en la que manejarás al héroe Lárax a través de diferentes escenarios, luchando, realizando misiones...
2. Imperivm II: La conquista de Hispania: En este juego contamos con las civilizaciones gala, romana, ibera y cartaginesa. Las aventuras que se encuentran en este juego enfocan las conquistas de Roma y Cartago en el Mediterráneo y la toma de Numancia por parte de los romanos.
3. Imperivm III: Las Grandes Batallas de Roma: En este juego contamos con las civilizaciones gala, romana republicana, romana imperial, ibera, cartaginesa, egipcia, germana y britana. Este Imperivm se diferencia del I y el II porque no hay aventuras, sino Grandes Batallas, en las que controlas a un general, como Julio César, Boadicea, Viriato, etc. y has de concluir las misiones que se te encomiendan.

- Imperivm III HD

En 2018, la empresa de videojuegos FX Interactive anunció una versión remasterizada con gráficos mejorados del Imperivm III, que ha salido a la venta en el 2019 bajo el nombre de "Imperivm III HD". A principios de diciembre del 2018, Imperivm sacó sus redes sociales oficiales y su página web oficial para seguir dando información acerca del nuevo título. De momento, ya hay beta jugable.

### Saga Civitas
En esta saga hay que construir, gobernar, proteger tu ciudad, satisfacer las necesidades de los ciudadanos y demás.
1. Imperivm Civitas: En este primer juego de la saga Civitas contamos con ciudades como Roma y Venecia. También hay una serie de desafíos en los que según los puntos que ganes, irás aumentando en la clasificación.
2. Imperivm Civitas II: En este juego contamos con otras ciudades como Alejandría, otros edificios y diferentes desafíos.
3. Imperivm Civitas III: Este último Civitas es diferente al I y al II, todos los edificios y escenarios son diferentes y también el método de jugar.

### Imperivm Online
Este juego es prácticamente igual a Imperium Civitas III, la diferencia es que añade nuevos edificios y la posibilidad de jugar en línea.

### Imperivm Anthology
Este juego contiene el Imperivm I, II, III y Civitas I con sus últimas versiones.

### Imperivm Civitas Anthology
Este juego incluye Imperivm Civitas I, II y III y la versión Imperium: La guerra de las Galias, todas remasterizadas añadiendo gráficos mejorados.
- Imperivm Total Anthology

Esta edición incluye Imperivm (RTC) I, II y III; y Imperivm Civitas I, II y III.